# 天頂

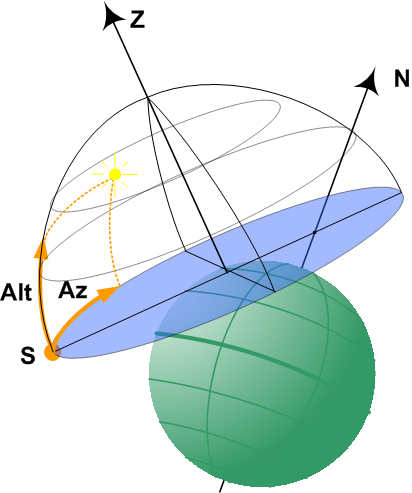
示意图中的地平坐标系Z轴交天球于天頂（zenith），此图与寻常定义不同之处的是方位角起于正南。

天頂（zenith）是在地平座標系統中直接位於特定位置正上方的在天球上的一個假想點。“上”意味與這個位置重力的方向相反。天頂是在天球上“最高”的點，此點的高度角為90度。

## 詞源
“zenith”這個詞來源於對阿拉伯語表達‎ ()的不准確轉錄，其含義是“頭頂方向”或“頭上之路”，記載於中世紀（大約十四世紀）的中世紀拉丁語文獻，可能來自古西班牙語。

## 引用
1. ↑  Corominas, J.  3rd. Madrid. 1987: 144. ISBN 978-8-42492-364-8.

## 外部連結
- Huschke, Ralph E. (1959) Glossary of Meteorology, American Meteorological Society, Boston, Second printing-1970.
- McIntosh, D. H. (1972) Meteorological Glossary, Her Majesty's Stationery Office, Met. O. 842, A.P. 897, 319 p.
- Picoche, J. (1992) Dictionnaire Etymologique du Français, Le Robert, Paris, ISBN 2-85036-458-4.